# Pilar (Bataán)
Pilar es un municipio de Cuarta Clase de la provincia de Bataán, Filipinas. De acuerdo con el censo del año 2000 tiene una población de 32.368 habitantes en 6.514 hogares. El alcalde es Charlie Pizarro.

## Barangays
Pilar está políticamente subdividido en 19 barangays.
| - Ala-uli - Bagumbayan - Balut I - Balut II - Bantan Munti - Burgos - Del Rosario (Pob.) - Diwa - Landing - Liyang | - Nagwaling - Panilao - Pantingan - Población - Rizal (Pob.) - Santa Rosa - Wakas Norte - Wakas Sur - Wawa |